# Élastomère thermoplastique
Les élastomères thermoplastiques (TPE) sont une famille de copolymères (souvent à blocs) ou de mélanges mécaniques de polymères (mélanges « polymère-polymère », souvent un polymère thermoplastique et un élastomère) dont les membres combinent les propriétés élastiques des élastomères et le caractère thermoplastique (ils fondent et durcissent, de manière réversible, sous l'action de la chaleur).
Ce dernier caractère leur confère un moulage plus aisé, ce qui permet au transformateur l'utilisation des procédés de mise en forme des polymères thermoplastiques (injection, extrusion, soufflage ou surmoulage). Cette propriété leur assure un autre atout : ils sont plus facilement recyclables que les autres élastomères.
Ils sont aussi plus facilement colorables.
La gamme de duretés disponibles de ces matériaux est très importante, ce qui permet de nombreuses applications possibles (grande polyvalence). En effet, les duretés Shore des TPE peuvent varier de 0 Shore A (aspect gel) à 70 Shore D (aspect extrêmement rigide).
Leur tenue en température est cependant limitée.
Les élastomères de la famille des styréniques représentent la majorité des élastomères thermoplastiques. Les élastomères styréniques ont pour caractéristique la variété de leurs applications (secteurs des sports et loisirs, de l'emballage, de la santé, du BTP, etc.).

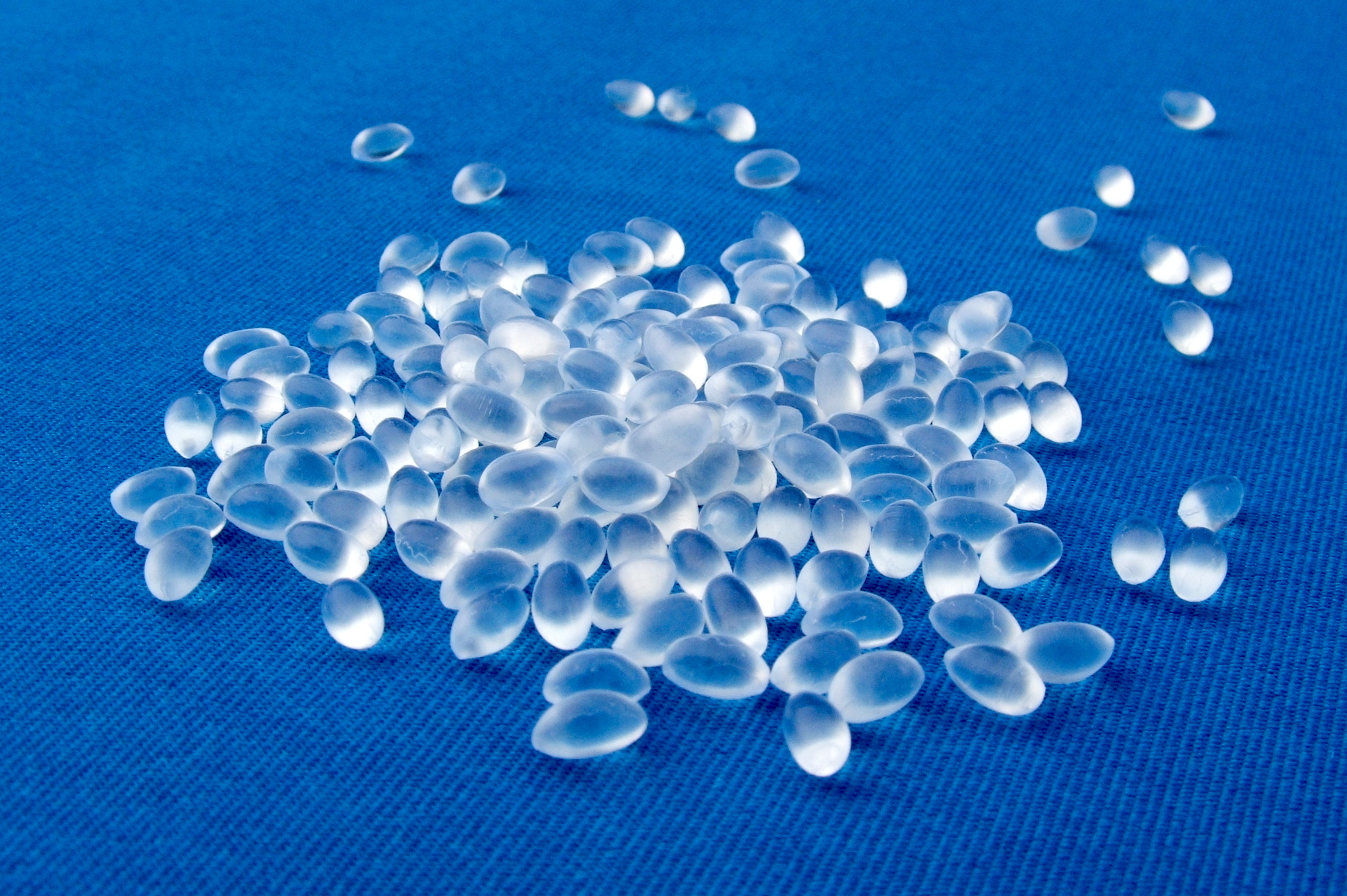
Granulés de polyuréthane thermoplastique (TPU).

## Différentes classes
Il existe une grande variété de TPE. Ils se répartissent en deux grandes familles (des exemples de produits et de noms commerciaux sont indiqués) :
- copolymères à blocs :

| TPE                                                                             | Segment rigide                | Segment souple                | Exemples d'applications                                                                                   | Exemples de produits commerciaux                                                              |
| ------------------------------------------------------------------------------- | ----------------------------- | ----------------------------- | --- | --------------------------------------------------------------------------------------------- |
| TPE-U ou TPU : TPE de polyuréthane                                              | Blocs isocyanate              | Blocs éther, ester, etc.      | Automobile, sport haut de gamme (chaussures de ski)                                                       | Estane (B.F. Goodrich), introduit sur le marché en 1961 et Desmopan, Texin, Utechllan (Bayer) |
| TPE-S ou TPS : TPE styrénique                                                   | Blocs styrène (Tv ~ 95 °C)    | Voir tableau suivant          | Chaussures (ski, sport), adhésifs thermofusibles, feuilles d’étanchéité de toitures, dispositifs médicaux | Thermolast K, Cawiton                                                                         |
| TPE-E ou TPC : copolyester thermoplastique : COPE (copolymère bloc éther-ester) | Blocs polyester (Tv ~ 200 °C) | Blocs polyéther (Tv ~ −50 °C) | Automobile (soufflets de transmission), sport haut de gamme (chaussures de ski), tuyaux haute pression    | Hytrel (DuPont)                                                                               |
| TPE-A ou TPA : copolyamide thermoplastique : PEBA (copolymère bloc éther-amide) | Blocs polyamide               | Blocs polyéther (Tv ~ −50 °C) | Articles de sport (chaussures de ski), tuyaux, courroies de transmission                                  | Pebax (Arkema)                                                                                |

- mélanges mécaniques d'un polymère thermoplastique et d'un élastomère : 
  - TPE-O ou TPO : TPE oléfinique non vulcanisé : mélange PP / EPDM non vulcanisé,
  - TPE-V ou TPV : TPE  oléfinique vulcanisé : mélange PP / EPDM vulcanisé (la réticulation est obtenue par un rayonnement UHF)[3].

TPA, TPC, TPO, TPS, TPU et TPV sont les symboles donnés par la norme internationale ISO 18064. Les autres TPE non classés sont présentés par le symbole TPZ.

## TPE à base de copolymères blocs styréniques (TPS)
En matière de consommation, on considère que les élastomères de la famille des styréniques couvrent environ la moitié du marché des élastomères thermoplastiques. Les TPS appartiennent à la famille des polymères styréniques
La structure tribloc (A-B-A) de ces copolymères, la plus courante (par opposition à la structure dibloc A-B), peut être schématisée par :
(unité styrène)m-(unité de l'élastomère)n-(unité styrène)q.
Les blocs (chaînes) terminaux sont thermoplastiques. Le bloc médian élastomère peut être insaturé, saturé ou fonctionnalisé.
| Forme            | Copolymère                                                            | Produits commerciaux       | Segment souple                       | Résistance à la température | Applications                               |
| ---------------- | --------------------------------------------------------------------- | -------------------------- | ------------------------------------ | --------------------------- | ------------------------------------------ |
| Insaturées       | SBS : polystyrène-b-polybutadiène-b-polystyrène                       |                            | Polybutadiènes (Tv ~ −80 °C)         | Moyennement faible          | Type le plus répandu et un des moins chers |
| Insaturées       | SIS : polystyrène-b-polyisoprène-b-polystyrène                        | Marque Hybrar (Kuraray)    | Polyisoprène (Tv ~ −55 °C)           | Faible                      |                                            |
| Saturées         | SEBS : polystyrène-b-poly(éthylène-butylène)-b-polystyrène            | Kraton G (Shell Chemicals) | Polyéthylène-butène (Tv ~ −50 °C)    | Excellente                  | Stylo, manche d'outil, lunettes, jouet     |
| Saturées         | SEPS : polystyrène-b-poly(éthylène-propylène)-b-polystyrène           |                            | Polyéthylène-propylène (Tv ~ −50 °C) | Excellente                  |                                            |
| Saturées         | SEEPS : polystyrène-b-poly(éthylène-éthylène/propylène)-b-polystyrène |                            | Poly(éthylène-éthylène/propylène)    |                             |                                            |
| Fonctionnalisées | MBS : groupes polaires le long du bloc médian élastomère              |                            |                                      |                             |                                            |

Dans le SEBS, la structure saturée de la polyoléfine éthylène/butylène procure d'excellentes caractéristiques au vieillissement climatique : tenue à la lumière (rayons UV), à l'oxygène, à l'ozone et à la chaleur (−40 à 120 °C) ; matériau agréable au toucher, pour un contact avec la peau.
Les TPS sont utilisés sans vulcanisation. Ils peuvent être mis en œuvre par les procédés conventionnels utilisés pour les polymères thermoplastiques (injection…). En effet, en présence de chaleur, sous l'effet de l'agitation thermique, les macromolécules thermoplastiques sont capables de se mouvoir, la matière peut se ramollir et s'écouler, ce qui permet la mise en forme. Après refroidissement, le matériau retrouve sa résistance et ses propriétés élastomères. Ces caractéristiques rendent les TPS aptes à la formulation d'adhésifs ou de mastics thermofusibles ou extrudables.
Selon l'agent de couplage utilisé lors de la polymérisation, la structure moléculaire peut être linéaire (grades linéaires disponibles) ou ramifiée (grades branchés). Elle est binaire (diphasique) : les propriétés élastiques sont dues à la tendance des blocs à se séparer en raison de leur incompatibilité réciproque à l'état solide, juxtaposant une structure souple et résiliente (matrice élastomère) et une structure rigide (domaine thermoplastique). La structure physiquement réticulée des TPS ne permet pas la coalescence à l'ambiante.
Les TPS ont trouvé des champs d'application très variés : utilisation en quantités importantes dans l'industrie de la chaussure (semelles, tiges de bottes, etc.), en compound dans les articles moulés et les produits médicaux, en association avec les bitumes pour produire des revêtements routiers, fabrication de polymères résistants aux chocs, d'adhésifs [du type sensible à la pression (étiquettes, rubans, etc.) ou pour l'assemblage].